# Горній Проложаць
Горній Проложаць (хорв. Gornji Proložac) — населений пункт у Хорватії, у Сплітсько-Далматинській жупанії у складі громади Проложаць.

## Населення
Населення за даними перепису 2011 року становило 346 осіб.
Динаміка чисельності населення поселення:

## Клімат
Середня річна температура становить 11,71 °C, середня максимальна – 25,78 °C, а середня мінімальна – -2,79 °C. Середня річна кількість опадів – 954 мм.
| Клімат поселення                              | Клімат поселення | Клімат поселення | Клімат поселення | Клімат поселення | Клімат поселення | Клімат поселення | Клімат поселення | Клімат поселення | Клімат поселення | Клімат поселення | Клімат поселення | Клімат поселення | Клімат поселення |
| Показник                                      | Січ.             | Лют.             | Бер.             | Квіт.            | Трав.            | Черв.            | Лип.             | Серп.            | Вер.             | Жовт.            | Лист.            | Груд.            |                  |
| Середній максимум, °C                         | 8,86             | 9,04             | 12,44            | 16,30            | 20,84            | 24,58            | 25,67            | 25,78            | 21,27            | 16,68            | 11,62            | 8,94             |                  |
| Середня температура, °C                       | 3,03             | 3,20             | 6,61             | 10,46            | 15,01            | 18,73            | 21,27            | 21,35            | 16,86            | 12,25            | 7,19             | 4,52             |                  |
| Середній мінімум, °C                          | −2,79            | −2,63            | 0,77             | 4,63             | 9,18             | 12,90            | 16,84            | 16,93            | 12,44            | 7,84             | 2,76             | 0,12             |                  |
| Норма опадів, мм                              | 80               | 72               | 73               | 81               | 64               | 65               | 45               | 57               | 79               | 107              | 125              | 106              |                  |
| Середньомісячна швидкість вітру, м/с          | 2.31             | 2.74             | 2.84             | 2.68             | 2.39             | 2.14             | 2.10             | 1.98             | 2.17             | 2.25             | 2.64             | 2.69             |                  |
| Середньомісячна сонячна радіація, кДж/м²·день | 5532             | 8164             | 11947            | 16066            | 19807            | 22525            | 24351            | 21502            | 16049            | 10456            | 6038             | 4724             |                  |
| --------------------------------------------- | ---------------- | ---------------- | ---------------- | ---------------- | ---------------- | ---------------- | ---------------- | ---------------- | ---------------- | ---------------- | ---------------- | ---------------- | ---------------- |
| Джерело:                                      |                  |                  |                  |                  |                  |                  |                  |                  |                  |                  |                  |                  |                  |